# Keir Neuringer

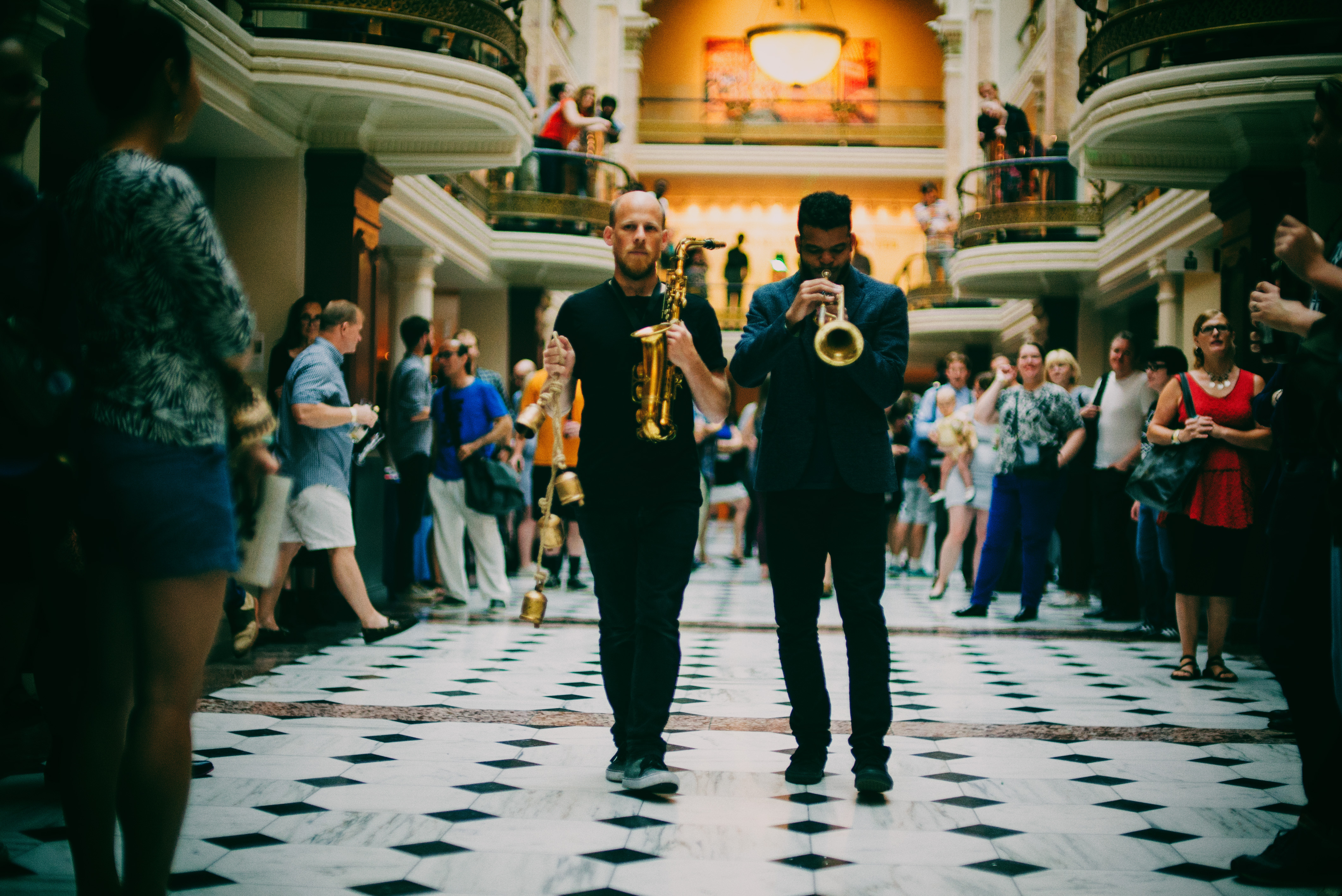
Keir Neuringer mit Aquiles Navarro (2017 in Washington, DC)

Keir Neuringer (* 23. August 1976) ist ein US-amerikanischer Jazz- und Improvisationsmusiker (Altsaxophon, auch Elektronik, Farfisaorgel).

## Leben und Wirken
Keir Neuringer stammt aus dem Staat New York und studierte in den 2000er-Jahren mit einem Fulbright-Stipendium in Krakau, anschließend in Den Haag, wo er Performances audiovisueller Kunst kuratierte und den Master am ArtScience Institute erwarb. 2008 wirkte er im Ensemble Klang bei Heiner Goebbels’ Projekt Walden mit. Neuringer lebt seit 2012 in Philadelphia und arbeitet seit Anfang der 2010er-Jahre im Duo mit dem polnischen Bassgitarristen Rafał Mazur; gemeinsam veröffentlichten sie bislang (2016) vier Tonträger. In Polen spielte Neuringer außerdem mit der Geigerin  Karin Hellqvist (Album Warsaw Autumn 2013). Sein Soloalbum Ceremonies out of the Air (New Atlantis Records) wurde 2013 in der First Unitarian Church in Philadelphia mitgeschnitten. Seine Soloperformances vereinen experimentelle Rockmusik, politischen Folk, freie Improvisation, Psych/Drone und gesprochenes Wort.

## Diskographische Hinweise
- Rafał Mazur/Keir Neuringer: Unison Lines (Not Two Records, 2010)
- Ceremonies out of the Air (New Atlantis, 2012)
- Rafał Mazur/Keir Neuringer: The Kraków Letters (For Tune, 2014)
- Rafał Mazur/Keir Neuringer: Diachronic Paths (Relative Pitch, 2016)
- Irreversible Entanglements (2017, mit Camae Ayewa, Luke Stewart, Aquiles Navarro, Tcheser Holmes)
- Neuringer / Dulberger / Masri: Dromedaries (2017)
- Irreversible Entanglements: Who Sent You? (2020)
- Keir Neuringer & Rafał Mazur: The Continuum (Fundacja Słuchaj, 2020)
- Irreversible Entanglements: Open the Gates (2021)
- Irreversible Entanglements: Protect Your Light (2023)